# Qualificazioni al campionato europeo maschile under 21 di calcio 2019 - Gruppo 5

## Classifica
| Squadra     | P.ti | G  | V | N | P | F  | S  | DR  |
| ----------- | ---- | -- | - | - | - | -- | -- | --- |
| Germania    | 25   | 10 | 8 | 1 | 1 | 33 | 7  | +26 |
| Norvegia    | 15   | 10 | 4 | 3 | 3 | 15 | 13 | +2  |
| Irlanda     | 14   | 10 | 4 | 2 | 4 | 12 | 15 | -3  |
| Israele     | 14   | 10 | 4 | 2 | 4 | 17 | 18 | -1  |
| Kosovo      | 12   | 10 | 3 | 3 | 4 | 9  | 12 | -3  |
| Azerbaigian | 3    | 10 | 0 | 3 | 7 | 6  | 27 | -21 |

## Risultati
| Arbitro: | Kjærsgaard-Andersen |

|             |           |  |
| Shodipo 56’ | Marcatori |  |

| Arbitro: | Troleis |

|                                                               |           |  |
| Thorsby 3’ Ajer 23’ Risa 66’ Dahl Reitan 83’ Hanche-Olsen 87’ | Marcatori |  |

| Arbitro: | Gaman |

|                                               |           |             |
| Barshazki 12’ E. Peretz 38’ Plakushchenko 57’ | Marcatori | 70’ Cəfərov |

| Arbitro: | Zammit |

|                            |           |                         |
| Bytyqi 41’, 87’ Hasani 42’ | Marcatori | 5’ Bjørdal 36’ Ødegaard |

| Arbitro: | Andó-Szabó |

|             |           |                               |
| Madatov 12’ | Marcatori | 9’, 37’ Manning 51’ Grego-Cox |

| Arbitro: | Muntean |

|               |           |  |
| Eggestein 45’ | Marcatori |  |

| Drammen 5 settembre 2017, ore 19:00 CEST | Norvegia  | 0 – 0 referto | Israele | Marienlyst Stadion\| Arbitro: \| Hjaltalin \| |
| Arbitro:                                 | Hjaltalin |               |         |                                               |

| Dublino 5 ottobre 2017, ore 20:45 CEST | Irlanda        | 0 – 0 referto | Norvegia | Tallaght Stadium\| Arbitro: \| Branco Godinho \| |
| Arbitro:                               | Branco Godinho |               |          |                                                  |

| Arbitro: | Thorarinsson |

|                                                                      |           |               |
| Ochs 8’, 37’ Dahoud 34’ Kryvocjuk 53’ (aut.) Hartel 72’ Teuchert 83’ | Marcatori | 86’ Safarzade |

| Arbitro: | San |

|                                            |           |  |
| Grego-Cox 1’, 38’ (rig.), 51’ Charsley 35’ | Marcatori |  |

| Arbitro: | Valjić |

|                               |           |              |
| Thorsby 45’, 71’ Ødegaard 56’ | Marcatori | 31’ Teuchert |

| Arbitro: | Sakhi |

|  |           |                                                                       |
|  | Marcatori | 2’, 47’, 58’ Hartel 14’ Amiri 28’ Seydel 60’ Klostermann 84’ Öztunalı |

| Arbitro: | Kalogeropoulos |

|  |           |                                                |
|  | Marcatori | 15’ Nachmias 44’ Weissman 58’ Dasa 90+2’ Cohen |

| Baku 14 novembre 2017, ore 15:00 CET | Azerbaigian | 0 – 0 referto | Kosovo | Dalga Arena\| Arbitro: \| Tarajev \| |
| Arbitro:                             | Tarajev     |               |        |                                      |

| Arbitro: | Obrenovic |

|                            |           |                                                                   |
| Barshazki 44’ Weissman 73’ | Marcatori | 17’ Dahoud 54’ Klostermann 79’ Seydel 82’ Baumgartl 90+1’ Neuhaus |

| Arbitro: | Nevalainen |

|                           |           |              |
| Ødegaard 19’ Fossum 90+1’ | Marcatori | 32’ Mulraney |

| Arbitro: | Zebec |

|                                            |           |  |
| Löwen 11’ Teuchert 26’ Öztunalı 88’ (rig.) | Marcatori |  |

| Arbitro: | Robertson |

|                        |           |  |
| Hasani 54’ Kolgeci 61’ | Marcatori |  |

| Arbitro: | Lukjancukas |

|                         |           |                                    |
| Hanche-Olsen 55’ (aut.) | Marcatori | 5’, 7’ (rig.) Espejord 31’ Ryerson |

| Kosovska Mitrovica 27 marzo 2018, ore 18:45 CET | Kosovo     | 0 – 0 referto | Germania | Olimpico\| Arbitro: \| Andó-Szabó \| |
| Arbitro:                                        | Andó-Szabó |               |          |                                      |

| Arbitro: | Glova |

|                 |           |  |
| Donnellan 90+9’ | Marcatori |  |

| Arbitro: | Trustin |

|            |           |              |
| Dadaşov 1’ | Marcatori | 30’ Weissman |

| Arbitro: | Ardeleanu |

|            |           |            |
| Hasani 64’ | Marcatori | 82’ Curtis |

| Arbitro: | Barbeno |

|              |           |                           |
| Ekinjier 56’ | Marcatori | 48’ Risa 50’, 76’ Thorsby |

| Arbitro: | Hernandez |

|  |           |                                                                       |
|  | Marcatori | 6’ Seydel 22’ (rig.), 66’, 73’ (rig.) Teuchert 83’ (rig.), 86’ Serdar |

| Arbitro: | Visser |

|                                               |           |          |
| Kanichowsky 15’ Plakushchenko 77’ Cohen 90+7’ | Marcatori | 64’ Hale |

| Arbitro: | Levnikov |

|                              |           |          |
| Teuchert 21’ Waldschmidt 31’ | Marcatori | 46’ Risa |

| Arbitro: | Ocenáš |

|                           |           |  |
| Ganem 10’, 45+2’ Meir 72’ | Marcatori |  |

| Arbitro: | Abed |

|                        |           |  |
| Serra 32’ Öztunalı 40’ | Marcatori |  |

| Arbitro: | Chinkov |

|              |           |                      |
| Østigård 76’ | Marcatori | 9’ (rig.) Muradbəyli |